# Häuslingshaus Wedehorn 10b
Das Häuslingshaus Wedehorn 10b in Bassum-Wedehorn, fünf Kilometer südlich vom Kernort, stammt wohl aus dem späten 19. Jahrhundert. Es wird heute als Nebengebäude zu einem Wohnhaus genutzt.
Das Gebäude ist ein Baudenkmal in Bassum.

## Geschichte
Das giebelständige verklinkerte Gebäude mit reetgedecktem Krüppelwalmdach und Niedersachsengiebel mit Uhlenloch wurde in dem Streudorf als Häuslingshaus gebaut. Als Häuslinge wurden Landarbeiter bezeichnet, die auf einem Bauern- oder Gutshof arbeiteten und dafür zumeist mietfrei wohnen sowie auch etwas Land auf eigene Rechnung bewirtschaften durften.